# دوروتی ال. سایرز
دوروتی لی سایرز (انگلیسی: Dorothy Leigh Sayers، ‎/sɛərz/‎؛ ۱۳ ژوئن ۱۸۹۳ – ۱۷ دسامبر ۱۹۵۷) رمان‌نویس جنایی، نمایش‌نامه‌نویس، مترجم و منتقد انگلیسی بود. او میان سال‌های ۱۹۲۲ تا ۱۹۲۹ به‌عنوان تبلیغ‌نویس آگهی کار کرد و به‌عنوان نویسنده‌ای با استقلال مالی به موفقیت رسید. نخستین رمانش، جسد کیست؟، در ۱۹۲۳ به چاپ رسید. سایرز در فاصلهٔ آن زمان تا ۱۹۹۳، ده رمان دیگر با حضور شخصیت کارآگاه غیرحرفه‌ای از طبقه فرادست، یعنی لرد پیتر ویمسی، نوشت. سال ۱۹۳۰، او در زهر قوی شخصیت زن برجسته‌ای به نام هریت وین را معرفی کرد که موضوعِ عشق ویمسی بود. هریت هرازگاهی در رمان‌های آینده ظاهر می‌شود و در برابر پیشنهاد ازدواج لرد پیتر تا شش رمان بعدی، یعنی شب جشن در سال ۱۹۳۵، مقاومت می‌کند.
سایرز در کنار آگاتا کریستی، مارجری الینگهام و نایو مارش، یکی از چهار «ملکه‌های جنایی» در عصر طلایی ادبیات داستانی کارآگاهی شناخته شد. او از میانهٔ دهه ۱۹۳۰ نمایش‌نامه‌هایی نوشت که عمدتاً دربارهٔ موضوعات مذهبی بودند. این آثار در کلیسای جامع انگلیسی اجرا و به‌وسیلهٔ بی‌بی‌سی پخش شد. از آغاز دههٔ ۱۹۴۰، مشغلهٔ اصلی او ترجمه سه کتاب کمدی الهی دانته به زبان انگلیسی محاوره‌ای بود. او پیش از اتمام کتاب سوم، به‌طور غیرمنتظره‌ای در خانه‌اش در ۶۴ سالگی درگذشت.

## آثار
- زهر قوی
- شب جشن
- ۹ ناقوس
- تبلیغ برای جنایت
- شاهد
- نه خیاط (۱۹۳۴)